# 奧福德崖
66°55′S 66°29′W / 66.917°S 66.483°W

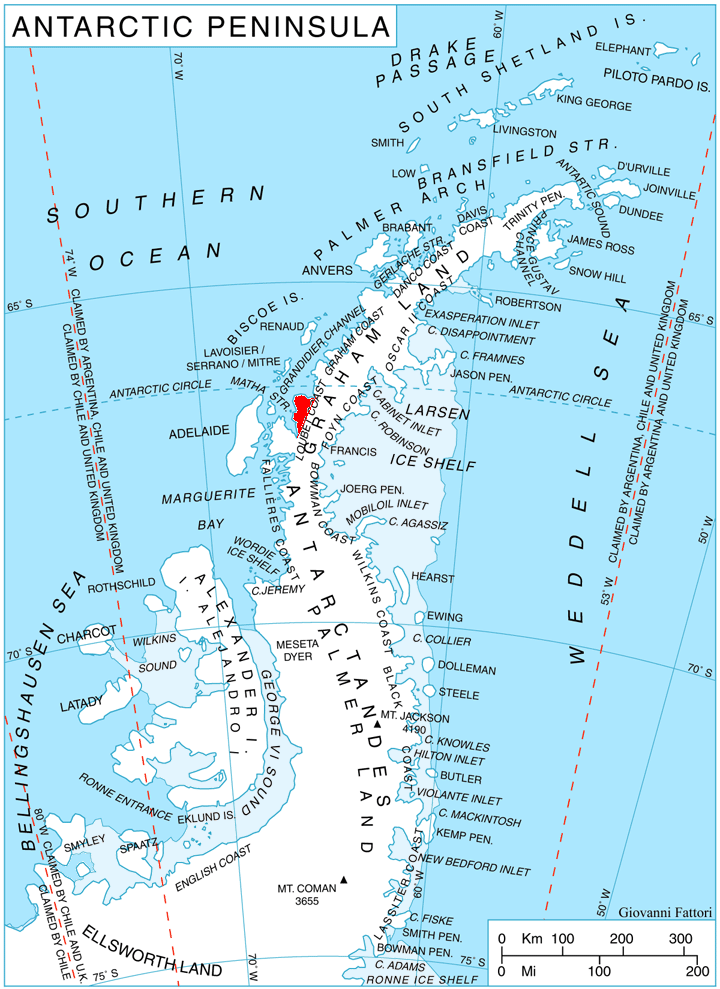

奧福德崖是南極洲的山崖，位於葛拉漢地的佩爾尼克半島，眺望拉勒曼德港東部，英國探險隊在1956年測量該山崖，現時由南極條約體系管理。

## 外部連結
- SCAR Composite Gazetteer of Antarctica（页面存档备份，存于）.